# Lijst van wapens van Wit-Russische deelgebieden
Dit artikel bevat een lijst van vlaggen van Wit-Russische deelgebieden. Wit-Rusland bestaat uit zes oblasten, die vergelijkbaar zijn met provincies. Daarnaast is er één horad, gevormd door de hoofdstad Minsk.

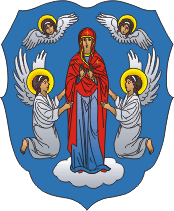
Stad Minsk (1)
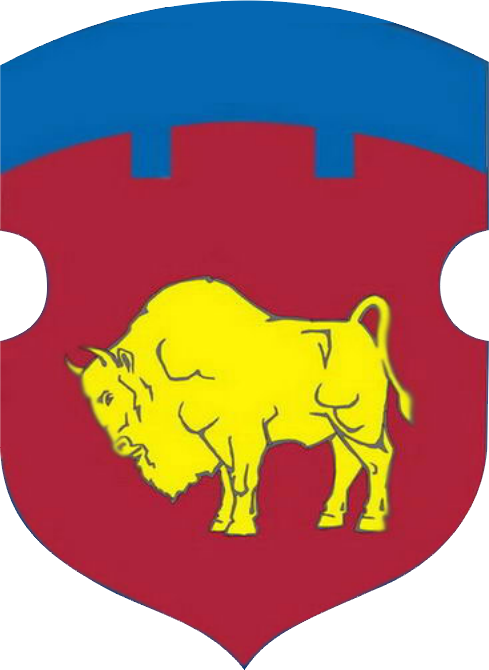
Oblast Brest (2)
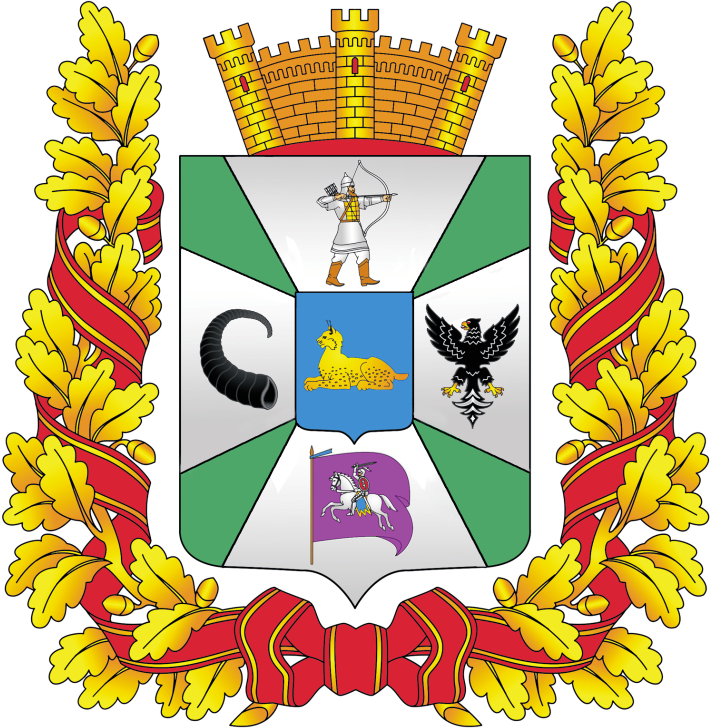
Oblast Gomel (3)
Oblast Hrodna (4)
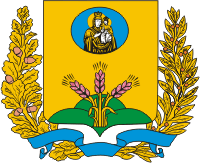
Oblast Mahiljow (5)
Oblast Minsk (6)
Oblast Vitebsk (7)